# Zygochytrium aurantiacum
Zygochytrium aurantiacum är en svampart som beskrevs av Sorokin 1874. Zygochytrium aurantiacum ingår i släktet Zygochytrium, klassen Chytridiomycetes, divisionen pisksvampar och riket svampar.   Inga underarter finns listade i Catalogue of Life.